# Софіївка (Фастівський район)

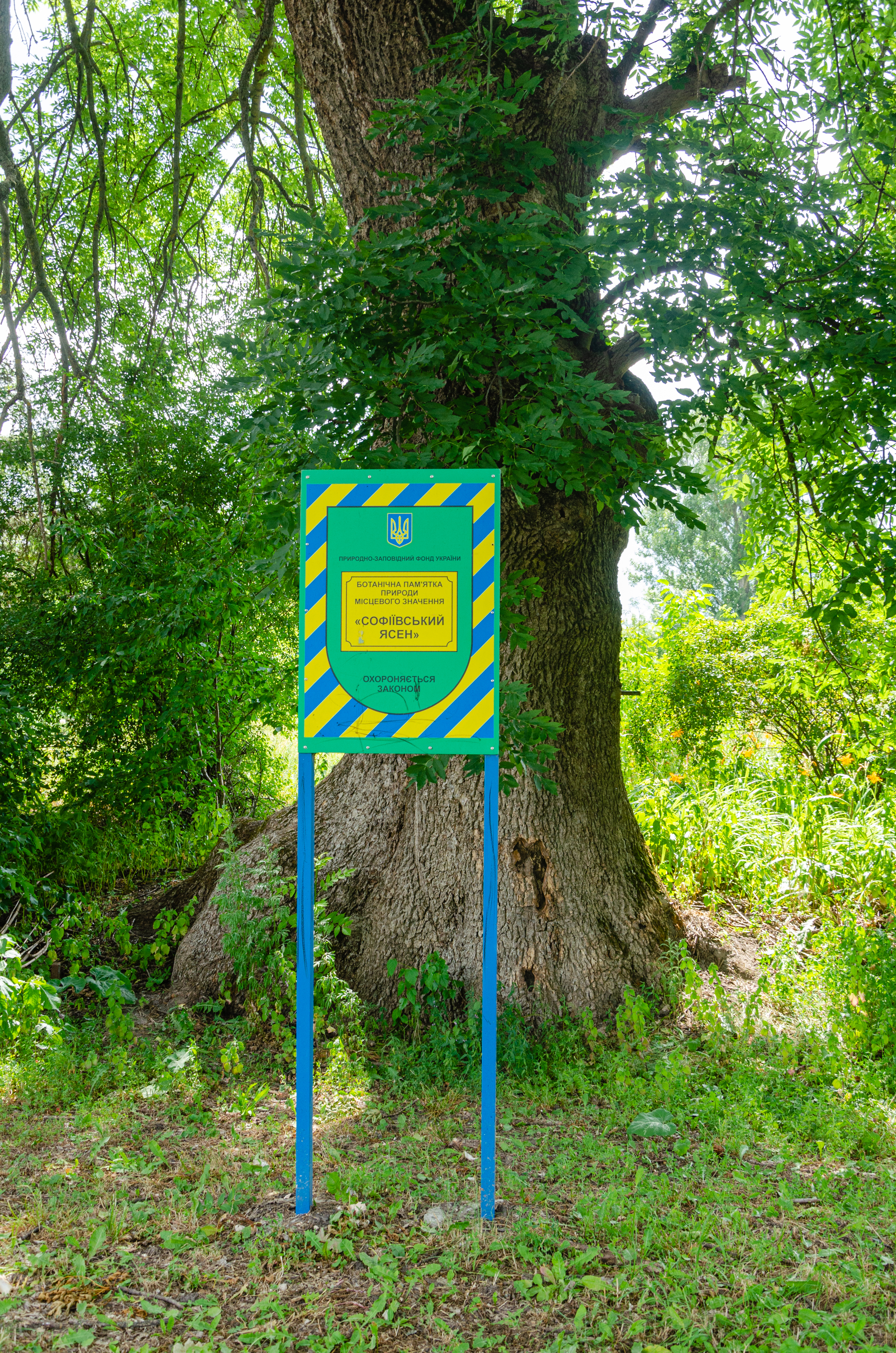
Софіївський ясен

Софі́ївка — село в Україні, у Фастівському районі Київської області. Населення становить 244 осіб. Входить до складу Кожанської селищної громади.
У селі розташована ботанічна пам'ятка природи «Софіївський ясен».
Колишній орган місцевого самоврядування — Кожанська селищна рада.

## Населення

### Мова
Розподіл населення за рідною мовою за даними перепису 2001 року:
| Мова            | Кількість | Відсоток |
| --------------- | --------- | -------- |
| українська      | 226       | 92.62 %  |
| російська       | 16        | 6.56 %   |
| інші/не вказали | 2         | 0.82 %   |
| Усього          | 244       | 100 %    |